# 今野泰幸
今野泰幸（1983年1月25日—），日本職業足球員，现效力关东地区一级联赛球会南葛SC，前日本国家足球队成员。

## 俱樂部生涯
今野泰幸出生于日本宫城县，1995年在仙台市立上野山小学校上学的第一年，今野泰幸就开始接受足球训练，并加入小学的校队上野山FC。1998年，今野泰幸考入東北高等學校，并加入高中校队。
1998年至2000年，今野泰幸曾代表东北高校参加全國高等學校足球錦標賽和国体大會，曾帮助东北高校获得跻身全国八强。2000年，今野泰幸获得全国高等学校足球锦标赛优秀球员奖。
2001年毕业于宫城东北高校加入日职联赛的札幌冈萨多，两年之后球队降级，今野泰幸在日乙联赛中踢了一年之后转会加盟FC东京。
2011年，今野泰幸作为队长带领FC东京在日乙联赛以失球数最少的表现得到冠军重返日职联赛，並在天皇盃决赛中击败京都不死鸟夺得冠军。
重返日职联赛并夺取天皇杯的FC东京后卫今野泰幸新赛季将转会到大阪飞脚，作为日本国家队的后防核心今野泰幸和两家俱乐部在转会要求上基本达成一致，合同期限为多年合同，将于近期对外公布。
由于大阪飞脚注重启用年轻球员，导致今野泰幸最近五轮都没有获得出场机会，其中有3场都没有进入大名单中。
据悉大阪飞脚所属的原日本国脚，中场球员今野泰幸将转会磐田喜悦。转会事宜已经达成共识，预计会在近日官宣。他的离开将成为夏季转会期从球队离开的第6位球员。
日本关东足球联赛球队南葛SC宣布今野泰幸加盟球队。

## 国家队生涯
今野泰幸2003年随日本国青队参加了当年的世青赛，2004年又随国奥队参加了雅典奥运会的比赛。
2005年8月他首次入选日本国家足球队，首场比赛就是在当年的东亚四强赛中对阵中国。
從2006年开始，今野泰幸就成为了日本国家队常客，2010年，今野泰幸入选了日本国家队参加2010年南非世界杯球员名单。他作为替补球员参加了南非世界杯，仅在小组赛最后一场对阵丹麦的比赛中替补出场了几分钟时间。
在2011年亚洲盃上，今野泰幸在日本队主力中卫因伤缺席的情况下，与吉田麻也搭档出任日本队的中后卫，帮助日本队最终夺得冠军。
2011年11月11日，在日本4-0战胜塔吉克斯坦的比赛中，今野泰幸一记劲射破门，帮助日本队获得了领先，这是他在日本国家队的第一个进球。

## 個人生活
今野泰幸在2009年初他和相恋两年的女友廣川恭子结婚，两人也是通过朋友介绍认识。小他两岁的廣川恭子毕业于青山学院大学。大学时候曾作为平面模特上过杂志，毕业后在一家大型婚庆公司上班。

## 荣誉
個人
- 全國高等學校足球選手權大會優秀選手 （2000年）
- J聯賽優秀選手賞 （2004年、2005年、2009年、2010年）
- J2聯賽最佳球員（2011年）

俱樂部
- FC东京
  - 日本联赛杯：2004，2009
  - 骏河银行锦标赛：2010
  - 日本职业足球乙级联赛（J2）：2011
  - 天皇杯：2011

國家隊
- 日本国家足球队
  - 亚洲杯足球赛：2011

## 演出

### 電影
- 名偵探柯南：第11位前鋒 （2012年）

### PV
- 大友康平 「ff (極強) 〜We Are The東北〜 」 （2011年）
- French Kiss 「太遜了I love you!」 （2011年）

## 著作
- 「觀察眼」（角川書店）ISBN 978-4041101100 （2012年1月） 與遠藤保仁合著

## 外部連結
- 今野泰幸 – FIFA國際賽競賽紀錄 (存檔)
- 今野泰幸在 National-Football-Teams.com 上的出场纪录
- 日本職業足球聯賽中的今野泰幸 （日語）